# Via Sacra

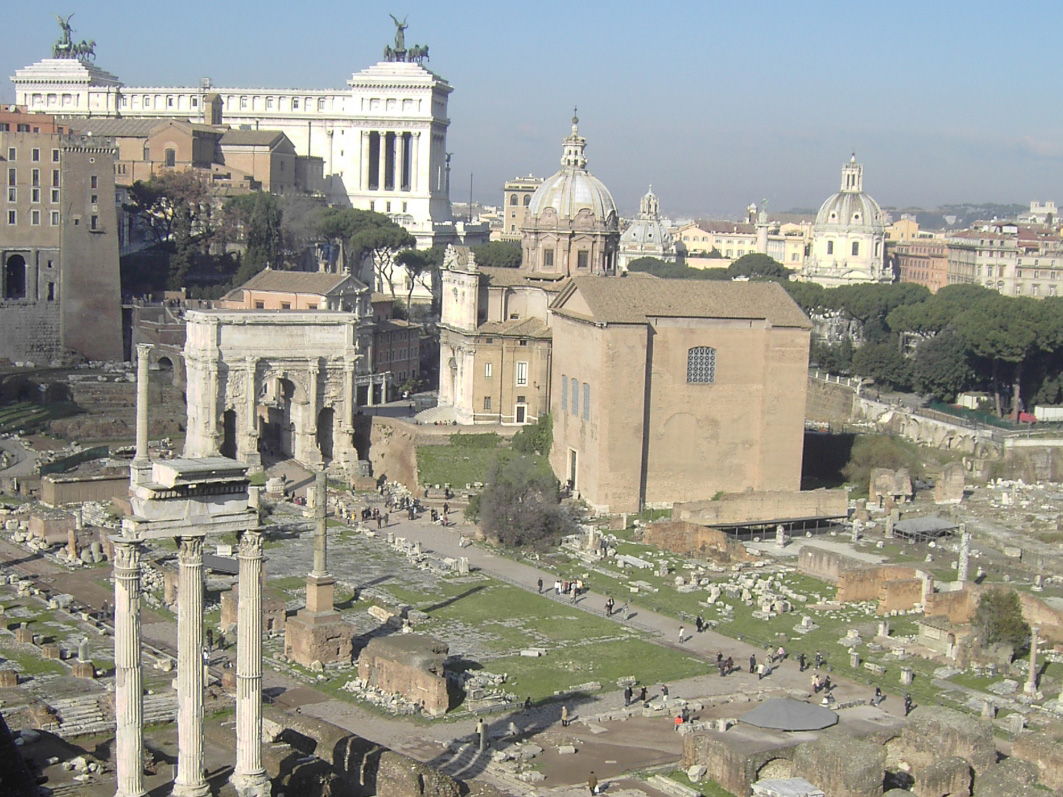
Via Sacra

Via Sacra – główna ulica w starożytnym Rzymie, która prowadziła od wzgórza Velia przez Forum Romanum i kończyła się na Kapitolu. Drogą tą przechodziły uroczyste procesje i orszaki (triumfalne).